# Leonid Krasin
Leonid Borisowicz Krasin (ros. Леонид Борисович Красин, ur. 3 lipca?/15 lipca 1870 w Kurganie, zm. 24 listopada 1926 w Londynie) – rosyjski inżynier, działacz SDPRR (frakcja bolszewików), radziecki polityk.

## Życiorys
Skończył szkołę realną w Kurganie, od 1887 studiował w Petersburskim Instytucie Technologicznym, od 1890 związany z ruchem socjaldemokratycznym, od 1898 członek SDPRR, 1897-1900 studiował w Charkowskim Instytucie Technologicznym. W maju 1892 aresztowany, zwolniony, 1895 ponownie aresztowany i skazany na 3-letnie zesłanie do Irkucka, 1897 zwolniony, od 12 października 1903 do 13 maja 1907 członek KC SDPRR, od maja 1905 członek Rosyjskiego Biura KC SDPRR. Od 1 czerwca 1907 do 8 stycznia 1912 zastępca członka KC SDPRR, 1908 wyemigrował, 1912 wrócił do Rosji i został inżynierem, potem dyrektorem fabryki. 
Po rewolucji październikowej od grudnia 1917 do marca 1918 był członkiem delegacji na rokowania zakończone traktatem brzeskim, od sierpnia 1918 do marca 1920 członek Prezydium Najwyższej Rady Gospodarki Narodowej RFSRR, przewodniczący Nadzwyczajnej Komisji ds. Zaopatrzenia Armii Czerwonej, a od 13 listopada 1918 do 6 lipca 1923 ludowy komisarz przemysłu i handlu RFSRR/ludowy komisarz handlu zagranicznego RFSRR, od 1918 członek Rady Pracy i Obrony RFSRR. Od 17 marca 1919 do 10 grudnia 1920 ludowy komisarz komunikacji RFSRR, od 15 maja 1921 do 23 lipca 1923 przedstawiciel dyplomatyczny i handlowy RFSRR/ZSRR w Wielkiej Brytanii, od 6 lipca 1923 do 18 listopada 1925 ludowy komisarz handlu zagranicznego ZSRR, od 31 maja 1924 członek Komitetu Centralnego RKP(b)/WKP(b). Negocjator uznania rządu sowieckiego przez Wielką Brytanię i Francję i brytyjsko-sowieckiego traktatu handlowego.